# Sitation
Die Bezeichnung Sitation wird in der Webometrie als Synonym für Hyperlinks im Internet verwendet. Sie dient dazu, die strukturelle Vergleichbarkeit von Links (also Verweisen im Internet) und Zitationen (also Verweisen in wissenschaftlichen Publikationen; englisch: citation) auszudrücken, die in der Bibliometrie zu den zentralen Datenquellen gehören.
Ronald Rousseau übernahm 1997 die Bezeichnung sitation von Gary McKiernan und verhalf ihr zu vorübergehender Popularität in webometrischen Publikationen. Dahinter stand die Idee, bibliometrische Verfahren wie die Zitationsanalyse auf das World Wide Web übertragen zu können. Die Analogie von Hyperlinks und Zitationen war jedoch von Beginn an umstritten, da das Web andere Eigenschaften aufweist und eine breitere Vielfalt von Dokumenten enthält als die in der Bibliometrie verwendeten, ausschließlich auf wissenschaftlichen Fachzeitschriften basierenden Zitationsdatenbanken.
Deshalb wird die Bezeichnung innerhalb der Webometrie inzwischen nur noch selten verwendet; außerhalb der Fachwissenschaft ist sie ganz ungebräuchlich.